# Виниловые полимеры
Виниловые полимеры — класс полимеров, получаемых путём полимеризации виниловых мономеров. Их позвоночник представляет собой расширенную цепь из алканов, получаемую путём полимеризации алкенов (C=C) в цепочку (..-C-C-C-C-..). Как правило, термин «винил» используется чаще для поливинилхлорида (PVC). Однако к виниловым полимерам относятся широко распространённые пластики:
- Полимеризованные простые алкены: полиэтилен (PE) из этилена, полипропилен (PP) из пропилена, полибутадиен из бутадиена.
- Полистирол (PS), получаемый из стирола.
- Поливинилхлорид (PVC), получаемый полимеризацией винилхлорида.
- Поливинилацетат (PVAc), получаемый полимеризацией винилацетата.
- Поливиниловый спирт (PVA), получаемый гидролизом поливинилацетата.
- Полиакрилонитрил (PAN), получаемый из акрилонитрила.